# Pejna-Gletscher
Der Pejna-Gletscher (bulgarisch ледник Пейна lednik Pejna) ist ein 11,4 km langer und 3 km breiter Gletscher auf der Pernik-Halbinsel an der Loubet-Küste des Grahamlands auf der Antarktischen Halbinsel. Er fließt südwestlich des Blagun-Gletschers und nordöstlich des Murphy-Gletschers entlang des Lane Ridge in nordwestlicher Richtung und mündet in den Murphy- und den Wilkinson-Gletscher.
Britische Wissenschaftler kartierten ihn 1976. Die bulgarische Kommission für Antarktische Geographische Namen benannte ihn 2015 nach der Ortschaft Pejna im Norden Bulgariens.